# Trichomycterus borellii
Trichomycterus borellii és una espècie de peix de la família dels tricomictèrids i de l'ordre dels siluriformes.

## Morfologia
Els mascles poden assolir els 11 cm de llargària total.

## Distribució geogràfica
Es troba a l'Argentina (Salta, Catamarca i Mendoza) i Bolívia (Aguairenda).